# Martin Terrier
Martin Albert Frédéric Terrier (* 4. März 1997 in Armentières) ist ein französischer Fußballspieler. Er steht seit Juli 2024 in der deutschen Bundesliga bei Bayer 04 Leverkusen unter Vertrag.

## Karriere

### Verein
Terrier, der seit 2004 die Jugendabteilung OSC Lilles erfolgreich durchlief, debütierte 2016 im Profikader. Sein Ligue-1-Debüt gab er am 22. Oktober 2016 gegen SC Bastia. Im Sommer 2017 wurde er an Racing Straßburg ausgeliehen und im Januar 2018 für elf Millionen Euro und einem Vertrag bis 2022 an Olympique Lyon verkauft. Dieser verlieh ihn aber für die Rückrunde sofort wieder an Straßburg. Ab dem Sommer 2018 war er nun fester Bestandteil der Mannschaft aus Lyon. Im Sommer 2020 wechselte der Franzose für 12 Millionen Euro zum Ligakonkurrenten Stade Rennes. Außerdem existieren Bonuszahlungen in Höhe von 3 Millionen Euro und Lyon würde 15 Prozent an der Weiterverkaufssumme erhalten, falls Terrier verkauft wird. Er unterschrieb einen bis 2025 laufenden Vertrag.
Mitte Juli 2024 wechselte er erstmals ins Ausland und schloss sich in Deutschland dem amtierenden Deutschen Meister Bayer 04 Leverkusen an. Bei den Rheinländern erhielt er einen Vertrag mit einer Laufzeit über fünf Jahre. Dazu traf er auf seinen Landsmann Jeanuël Belocian, mit dem er in der Saison davor für Stade Rennes gespielt hatte.

### Nationalmannschaft
Er spielte für diverse Jugendnationalmannschaften und war von 2017 bis 2019 für die französische U-21 aktiv.

## Titel und Auszeichnungen
Titel
- Deutscher Supercupsieger: 2024 (Bayer 04 Leverkusen)

Auszeichnungen
- Spieler des Monats der Ligue 1 (3): März 2022, Oktober 2022, Januar 2024